# 武献华
武献华（1955年8月—），男，汉族，安徽泗县人，中华人民共和国学者、政治人物，曾任第十一届全国政协常务委员、中国民主建国会中央委员会常务委员、辽宁省委员会主任委员、辽宁省政协副主席。

## 生平
2008年，当选第十一届全国政协常务委员，代表中国民主建国会，分入第八组。2018年1月，当选第十三届全国政协委员。